# Euoticus elegantulus
El gálago elegante del sur (Euoticus elegantulus) es una especie de primate estrepsirrino perteneciente a la familia Galagidae.

## Distribución geográfica y hábitat
Se encuentra en Camerún, República Centroafricana, República del Congo, Guinea Ecuatorial (Río Muni), Gabón y posiblemente Angola (Cabinda) y República Democrática del Congo. Su hábitat natural es el bosque seco tropical o subtropical.

## Estado de conservación
A pesar de que la especie no se considera amenazada, algunas poblaciones a nivel local se consideran amenazadas por la pérdida de su hábitat.